# Chyliza cryptica
Chyliza cryptica är en tvåvingeart som beskrevs av Shatalkin 1998. Chyliza cryptica ingår i släktet Chyliza och familjen rotflugor. Inga underarter finns listade i Catalogue of Life.